# Nasse (Leine)
Die Nasse ist ein gut 9,3 km langer, rechter Zufluss der Leine im südöstlichen Harz, im Landkreis Mansfeld-Südharz, in Sachsen-Anhalt. Der Fluss wurde im Jahr 1341 als Nassa erstmals urkundlich erwähnt.

## Verlauf
Der Bach entspringt südlich des zur Kreisstadt Sangerhausen gehörenden Dorfes Rotha im Harz.
Nach gut 2,3 km Fließstrecke ändert die Nasse ihre Hauptfließrichtung von West auf Süd. Erste Ortschaft im mittleren Nassetal ist Questenberg. Weiter bachabwärts folgt Wickerode, beide gehören der Gemeinde Südharz an. Nur etwa 400 m südlich von Wickerode mündet die Nasse in die von Osten heranfließende Leine.

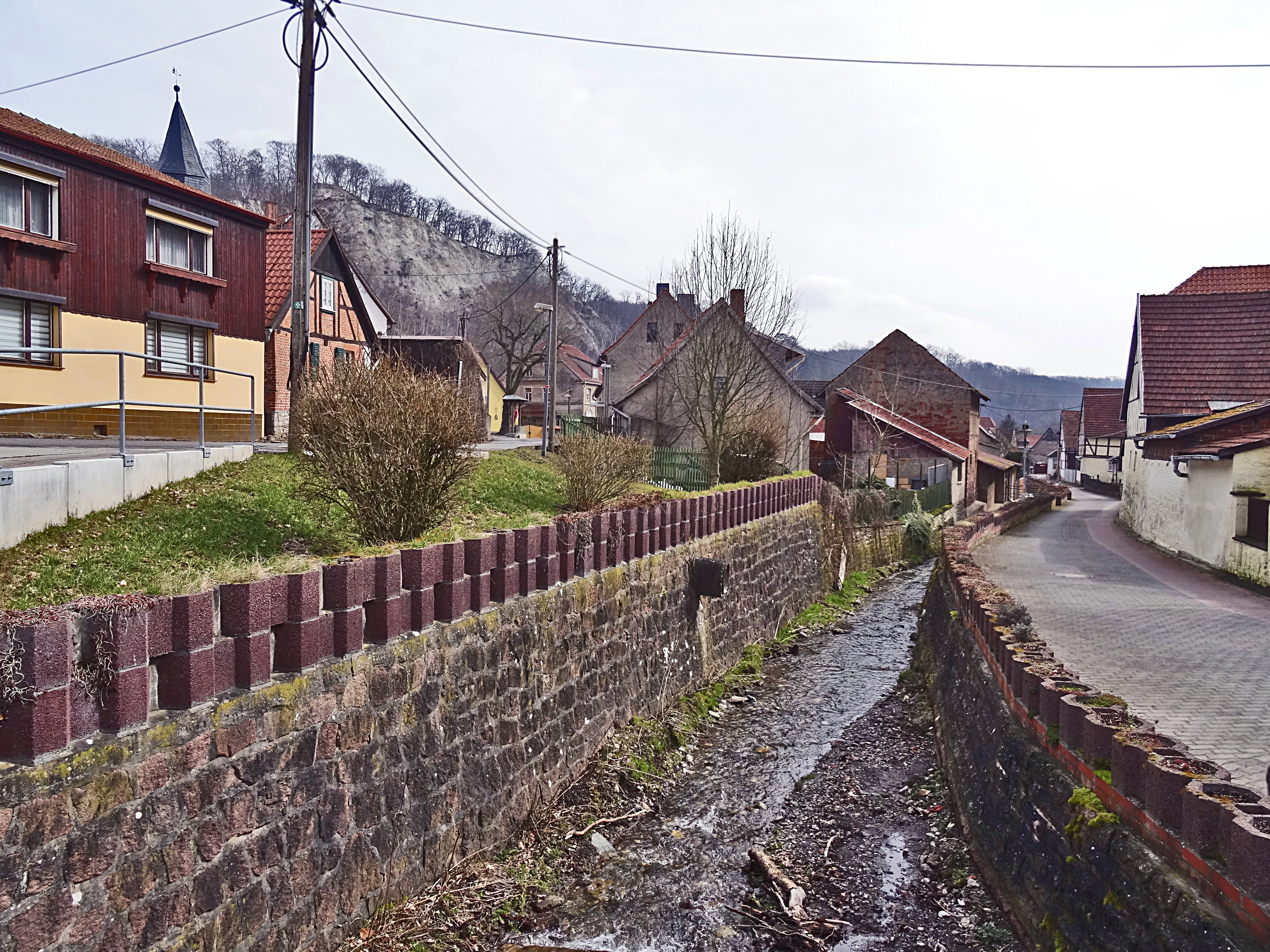
Oberlauf der Nasse in Questenberg
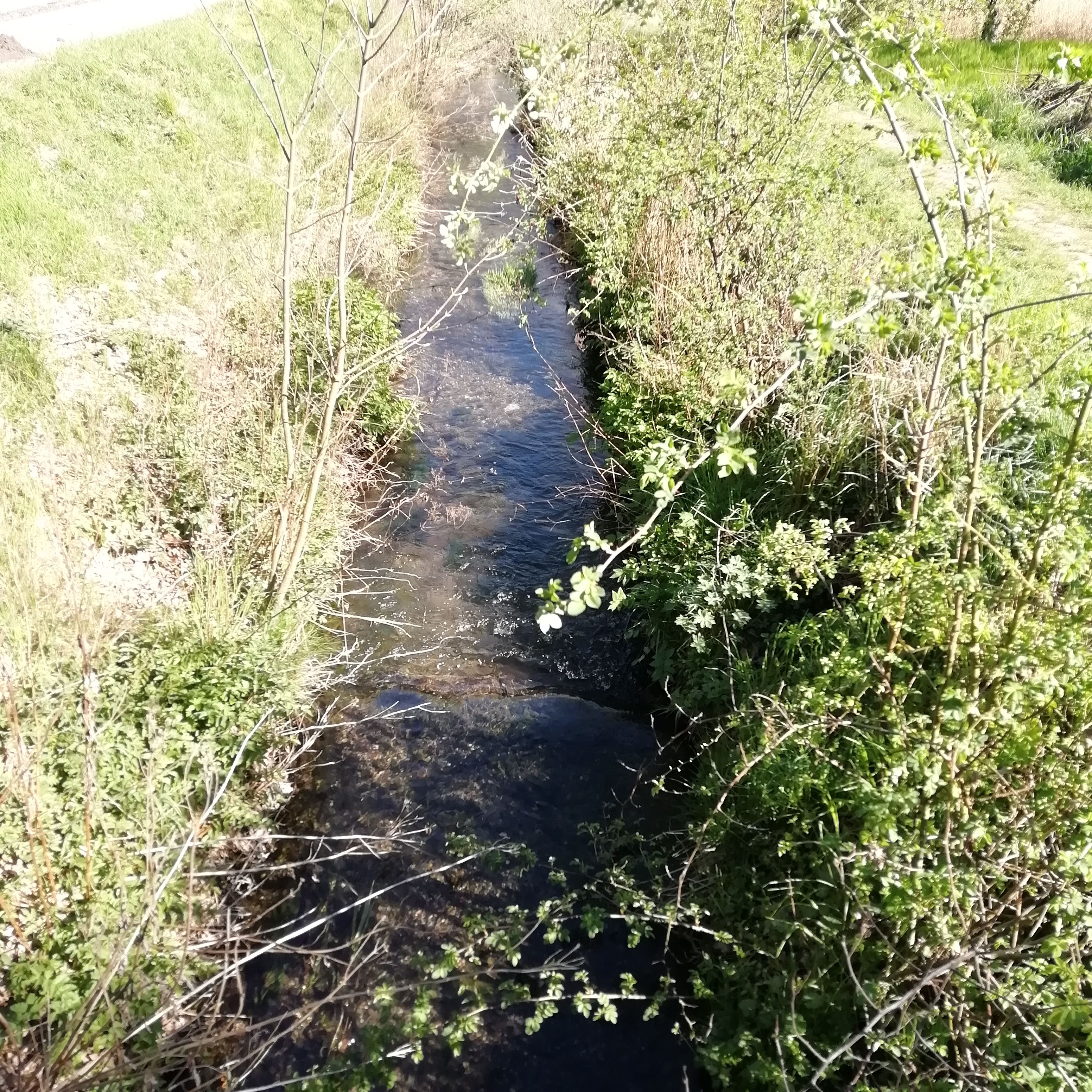
Die Nasse in Wickerode
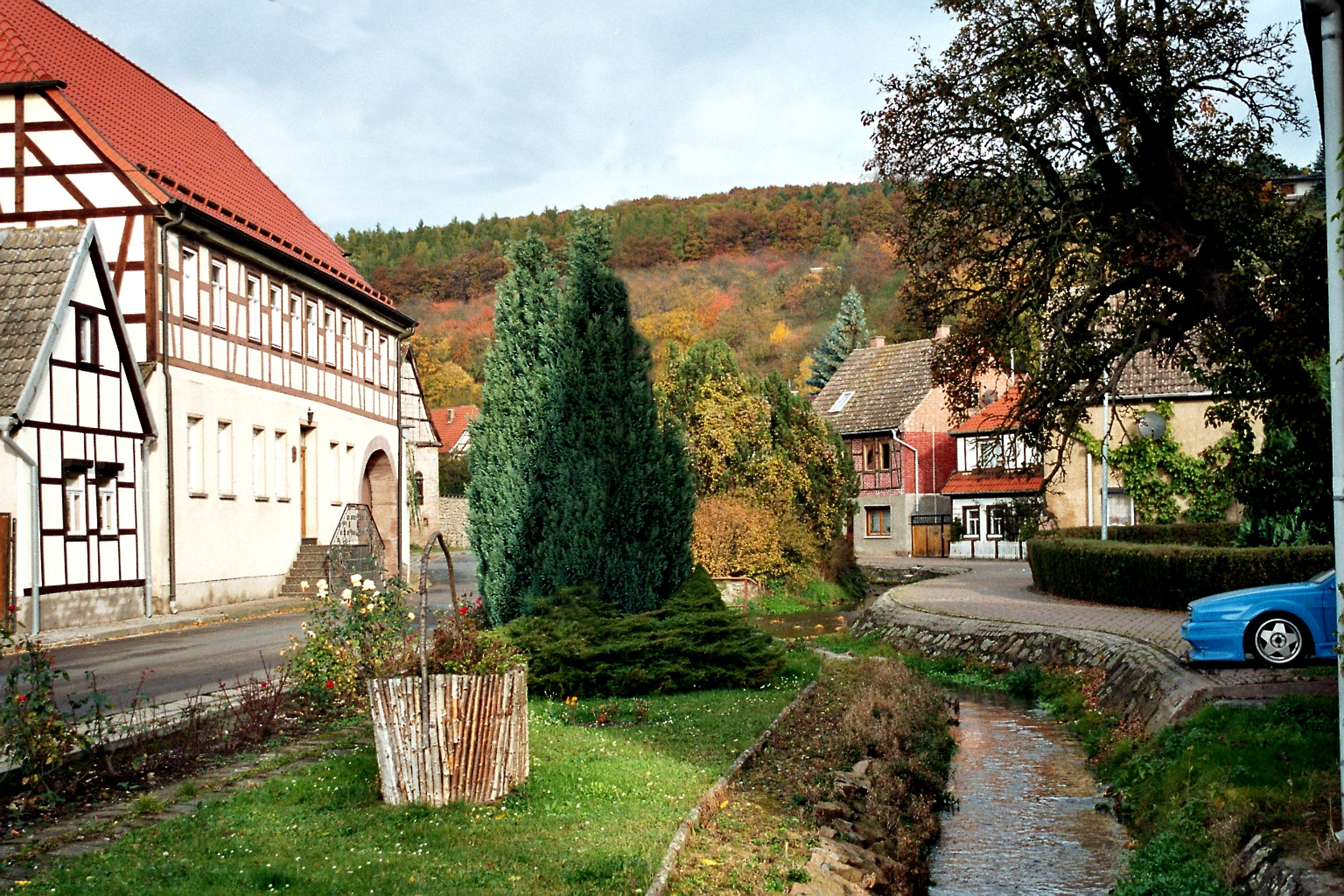
Die Nasse im Zentrum von Wickerode (rechter Bildrand)